# ستامفورد (كونيتيكت)
ستامفورد وهي مدينة في مقاطعة فايرفيلد، كونيتيكت في ولاية كونيتيكت في الولايات المتحدة، بلغ عدد سكانها حسب إحصاء سنة 2010 122,643 نسمة، وفي إحصاء خاص بالمدينة 125,109 نسمة وتعتبر هذه المدينة سابع أكبر مدينة في نيو إنجلاند وتبلغ مساحة المدينة 135 كلم مربع.

## التركيبة السكانية
حدّد مكتب تعداد الولايات المتحدة بيانات التركيبة السكانية لستامفورد في تعداد الولايات المتحدة. في ما يلي، التركيبة السكانية حسب تعدادي 2000 و2010.

### تعداد عام 2000
بلغ عدد سكان ستامفورد 117,083 نسمة بحسب تعداد عام 2000، وبلغ عدد الأسر 45,399 أسرة وعدد العائلات 28,951 عائلة مقيمة في المدينة. في حين سجلت الكثافة السكانية 868.9 نسمة لكل كيلومتر مربع (2,250.4/ميل2). وبلغ عدد الوحدات السكنية 47,317 وحدة بمتوسط كثافة قدره 351.1 لكل كيلومتر مربع (909.3/ميل2).
وتوزع التركيب العرقي للمدينة بنسبة 69.79% من البيض و15.39% من الأمريكيين الأفارقة و0.21% من الأمريكيين الأصليين و5% من الأمريكيين ذوي الأصول الآسيوية و0.04% من سكان جزر المحيط الهادئ و6.50% من الأعراق الأخرى و3.07% من عرقين مختلطين أو أكثر و16.77% من الهسبانيون أو اللاتينيون من أي عرق.
بلغ عدد الأسر 45,399 أسرة كانت نسبة 31.3% منها لديها أطفال تحت سن الثامنة عشر تعيش معهم، وبلغت نسبة الأزواج القاطنين مع بعضهم البعض 48.5% من أصل المجموع الكلي للأسر، ونسبة 11.5% من الأسر كان لديها معيلات من الإناث دون وجود شريك، بينما كانت نسبة 3.8% من الأسر لديها معيلون من الذكور دون وجود شريكة وكانت نسبة 36.2% من غير العائلات. تألفت نسبة 28.7% من أصل جميع الأسر من عدة أفراد يعيشون في نفس المنزل ونسبة 9.8% كانت تتألف من شخص يعيش بمفرده يبلغ من العمر 65 عاماً أو أكثر. وبلغ متوسط حجم الأسرة المعيشية 2.54، أما متوسط حجم العائلات فبلغ 3.13.
بلغ العمر الوسطي للسكان 36.4 عاماً. وكانت نسبة 22% من القاطنين تحت سن الثامنة عشر، وكانت نسبة 7.3% بين الثامنة عشر والرابعة والعشرين عاماً، ونسبة 34.7% كانت واقعةً في الفئة العمرية ما بين الخامسة والعشرين والرابعة والأربعين عاماً، ونسبة 21.5% كانت ما بين الخامسة والأربعين والرابعة والستين، ونسبة 13% كانت ضمن فئة الخامسة والستين عاماً فما فوق. يوجد لكل 100 أنثى 93.8 ذكر، ويوجد لكل 100 أنثى في الثامنة عشر من عمرها فما فوق 91.1 ذكر.
بلغ متوسط دخل الأسرة في المدينة 60,556 دولارًا، أما متوسط دخل العائلة فبلغ 69,337 دولارًا. وكان متوسط دخل الذكور 48,386 دولارًا مقابل 36,958 دولارًا للإناث. وسجل دخل الفرد الخاص بالمدينة 34,987 دولارًا. وكانت نسبة 5.4% من العائلات ونسبة 7.9% من السكان تحت خط الفقر، وكان من هؤلاء نسبة 8.9% تحت سن الثامنة عشر ونسبة 9.7% في الخامسة والستين من العمر وما فوق.

### تعداد عام 2010
بلغ عدد سكان ستامفورد 122,643 نسمة بحسب تعداد عام 2010، وبلغ عدد الأسر 47,357 أسرة وعدد العائلات 30,019 عائلة مقيمة في المدينة. في حين سجلت الكثافة السكانية 910.2 نسمة لكل كيلومتر مربع (2,357.4/ميل2). وبلغ عدد الوحدات السكنية 50,573 وحدة بمتوسط كثافة قدره 375.3 لكل كيلومتر مربع (972.0/ميل2).
وتوزع التركيب العرقي للمدينة بنسبة 64.96% من البيض و13.91% من الأمريكيين الأفارقة و0.32% من الأمريكيين الأصليين و7.89% من الأمريكيين ذوي الأصول الآسيوية و0.07% من سكان جزر المحيط الهادئ و9.70% من الأعراق الأخرى و3.15% من عرقين مختلطين أو أكثر و23.80% من الهسبانيون أو اللاتينيون من أي عرق.
بلغ عدد الأسر 47,357 أسرة كانت نسبة 32.1% منها لديها أطفال تحت سن الثامنة عشر تعيش معهم، وبلغت نسبة الأزواج القاطنين مع بعضهم البعض 46.8% من أصل المجموع الكلي للأسر، ونسبة 12.2% من الأسر كان لديها معيلات من الإناث دون وجود شريك، بينما كانت نسبة 4.4% من الأسر لديها معيلون من الذكور دون وجود شريكة وكانت نسبة 36.6% من غير العائلات. تألفت نسبة 28.9% من أصل جميع الأسر من عدة أفراد يعيشون في نفس المنزل ونسبة 10.1% كانت تتألف من شخص يعيش بمفرده يبلغ من العمر 65 عاماً أو أكثر. وبلغ متوسط حجم الأسرة المعيشية 2.56، أما متوسط حجم العائلات فبلغ 3.15.
بلغ العمر الوسطي للسكان 37.1 عاماً. وكانت نسبة 21.6% من القاطنين تحت سن الثامنة عشر، وكانت نسبة 7.8% بين الثامنة عشر والرابعة والعشرين عاماً، ونسبة 32.5% كانت واقعةً في الفئة العمرية ما بين الخامسة والعشرين والرابعة والأربعين عاماً، ونسبة 25% كانت ما بين الخامسة والأربعين والرابعة والستين، ونسبة 13.1% كانت ضمن فئة الخامسة والستين عاماً فما فوق. وتوزع التركيب الجنسي للسكان بنسبة 49.3% ذكور و50.7% إناث.

## المناخ
يظهر الجدول التالي التغييرات المناخية على مدار السنة لستامفورد:
| البيانات المناخية لـستامفورد      | البيانات المناخية لـستامفورد | البيانات المناخية لـستامفورد | البيانات المناخية لـستامفورد | البيانات المناخية لـستامفورد | البيانات المناخية لـستامفورد | البيانات المناخية لـستامفورد | البيانات المناخية لـستامفورد | البيانات المناخية لـستامفورد | البيانات المناخية لـستامفورد | البيانات المناخية لـستامفورد | البيانات المناخية لـستامفورد | البيانات المناخية لـستامفورد | البيانات المناخية لـستامفورد |
| الشهر                             | يناير                        | فبراير                       | مارس                         | أبريل                        | مايو                         | يونيو                        | يوليو                        | أغسطس                        | سبتمبر                       | أكتوبر                       | نوفمبر                       | ديسمبر                       | المعدل السنوي                |
| --------------------------------- | ---------------------------- | ---------------------------- | ---------------------------- | ---------------------------- | ---------------------------- | ---------------------------- | ---------------------------- | ---------------------------- | ---------------------------- | ---------------------------- | ---------------------------- | ---------------------------- | ---------------------------- |
| الدرجة القصوى °ف (°م)             | 69 (21)                      | 74 (23)                      | 85 (29)                      | 96 (36)                      | 97 (36)                      | 97 (36)                      | 102 (39)                     | 104 (40)                     | 97 (36)                      | 86 (30)                      | 82 (28)                      | 76 (24)                      | 89 (32)                      |
| متوسط درجة الحرارة الكبرى °ف (°م) | 38.2 (3.4)                   | 42.3 (5.7)                   | 50.6 (10.3)                  | 63.2 (17.3)                  | 73.2 (22.9)                  | 81.2 (27.3)                  | 85.6 (29.8)                  | 83.7 (28.7)                  | 76.4 (24.7)                  | 65.2 (18.4)                  | 54.4 (12.4)                  | 43.0 (6.1)                   | 63.1 (17.3)                  |
| متوسط درجة الحرارة الصغرى °ف (°م) | 20.0 (−6.7)                  | 22.2 (−5.4)                  | 29.2 (−1.6)                  | 38.8 (3.8)                   | 48.1 (8.9)                   | 57.1 (13.9)                  | 62.3 (16.8)                  | 61.1 (16.2)                  | 53.9 (12.2)                  | 42.4 (5.8)                   | 34.1 (1.2)                   | 25.3 (−3.7)                  | 41.2 (5.1)                   |
| أدنى درجة حرارة °ف (°م)           | −18 (−28)                    | −14 (−26)                    | −6 (−21)                     | 16 (−9)                      | 28 (−2)                      | 35 (2)                       | 43 (6)                       | 37 (3)                       | 28 (−2)                      | 16 (−9)                      | 7 (−14)                      | −13 (−25)                    | −18 (−28)                    |
| الهطول إنش (مم)                   | 4.50 (114)                   | 3.32 (84)                    | 4.70 (119)                   | 4.51 (115)                   | 4.97 (126)                   | 4.33 (110)                   | 4.09 (104)                   | 4.26 (108)                   | 4.82 (122)                   | 4.42 (112)                   | 4.58 (116)                   | 4.29 (109)                   | 52.79 (1٬341)                |
| متوسط تساقط الثلوج إنش (سم)       | 9.3 (24)                     | 8.3 (21)                     | 4.9 (12)                     | .8 (2.0)                     | trace                        | 0 (0)                        | 0 (0)                        | 0 (0)                        | 0 (0)                        | 0 (0)                        | .7 (1.8)                     | 4.6 (12)                     | 28.6 (73)                    |
| متوسط أيام هطول الأمطار           | 10.5                         | 9.7                          | 10.9                         | 12.5                         | 12.5                         | 11.7                         | 10.2                         | 9.7                          | 9.8                          | 9.2                          | 10.6                         | 11.3                         | 128.6                        |
| متوسط الأيام المثلجة              | 4.8                          | 4.3                          | 2.5                          | .4                           | 0                            | 0                            | 0                            | 0                            | 0                            | 0                            | .4                           | 2.7                          | 15.1                         |
| المصدر #1: NCDC                   |                              |                              |                              |                              |                              |                              |                              |                              |                              |                              |                              |                              |                              |
| المصدر #2: Weather Channel        |                              |                              |                              |                              |                              |                              |                              |                              |                              |                              |                              |                              |                              |

## توأمة
لستامفورد (كونيتيكت) اتفاقيات توأمة مع:
- العفولة

## أعلام
- كريستوفر لويد
- جين وايلدر